# Batalla de Eckmühl
La batalla de Eckmühl (conocida también como "Eggmühl") fue un enfrentamiento bélico que tuvo lugar entre el 21 y el 22 de abril de 1809 y marcó el punto de inflexión de la Campaña de 1809, también conocida como la Guerra de la Quinta Coalición. Napoleón I había estado mal preparado para el inicio de las hostilidades austriacas el 10 de abril de 1809 bajo el mando del archiduque Carlos de Austria y por primera vez tras asumir la Corona imperial de Francia se había visto obligado a ceder la iniciativa estratégica a un oponente. Gracias a la obstinada defensa llevada a cabo por el III Corps, comandado por el Mariscal Davout, y el VII Cuerpo Bávaro, comandado por el mariscal Lefebvre, Napoleón logró vencer al grueso del ejército austriaco y revertir la iniciativa estratégica durante el resto de la guerra.

## Situación estratégica
Operando en un frente de cincuenta millas, desde Ratisbona a Pfaffenhofen, marcado por tramos de terreno escarpado y boscoso, ni los franceses ni los austriacos habían acumulado información adecuada sobre la fuerza, disposición o intención de su oponente. Asumiendo que el grueso del ejército austríaco estaba desplegado para cubrir la cabeza de puente en Landshut y el camino principal a Viena, el 20 de abril de 1809, Napoleón lanzó casi todo su ejército en un ataque al suroeste. La resultante batalla de Abensberg fue una clara victoria francesa, después de la cual Napoleón ordenó a todas sus fuerzas, con excepción del III Corps de Davout y el VII Corps de Lefebvre, perseguir y destruir lo que quedaba del ejército austriaco.
No obstante, el ataque francés solo había dividido al ejército austriaco, separándolo de su Ala Izquierda, compuesta por el V Armee Korps, el VI A.K. y el II A.K. de Reservas, del balance de su ejército. Dos unidades, el III A.K. y el IV A.K., se replegaron con el archiduque Carlos al norte, formando una línea de nueve millas desde Abbach en el Danubio hasta Eckmühl en el Grosse Laber. Más importante aún, y desconocido para Napoleón, fue que los austriacos habían conseguido una victoria el 20 de abril de 1809 tras rodear y capturar la guarnición francesa en Ratisbona y su estratégico puente sobre el Danubio. La captura del puente en Ratisbona permitió a Carlos restablecer contacto con su Ala Derecha, el I A.K. del General der Kavallerie Bellegarde y el II A.K. de Johann Kollowrat, que hasta aquel entonces estaba separada del resto del ejército austriaco por el Danubio.

## Planes de batalla respectivos

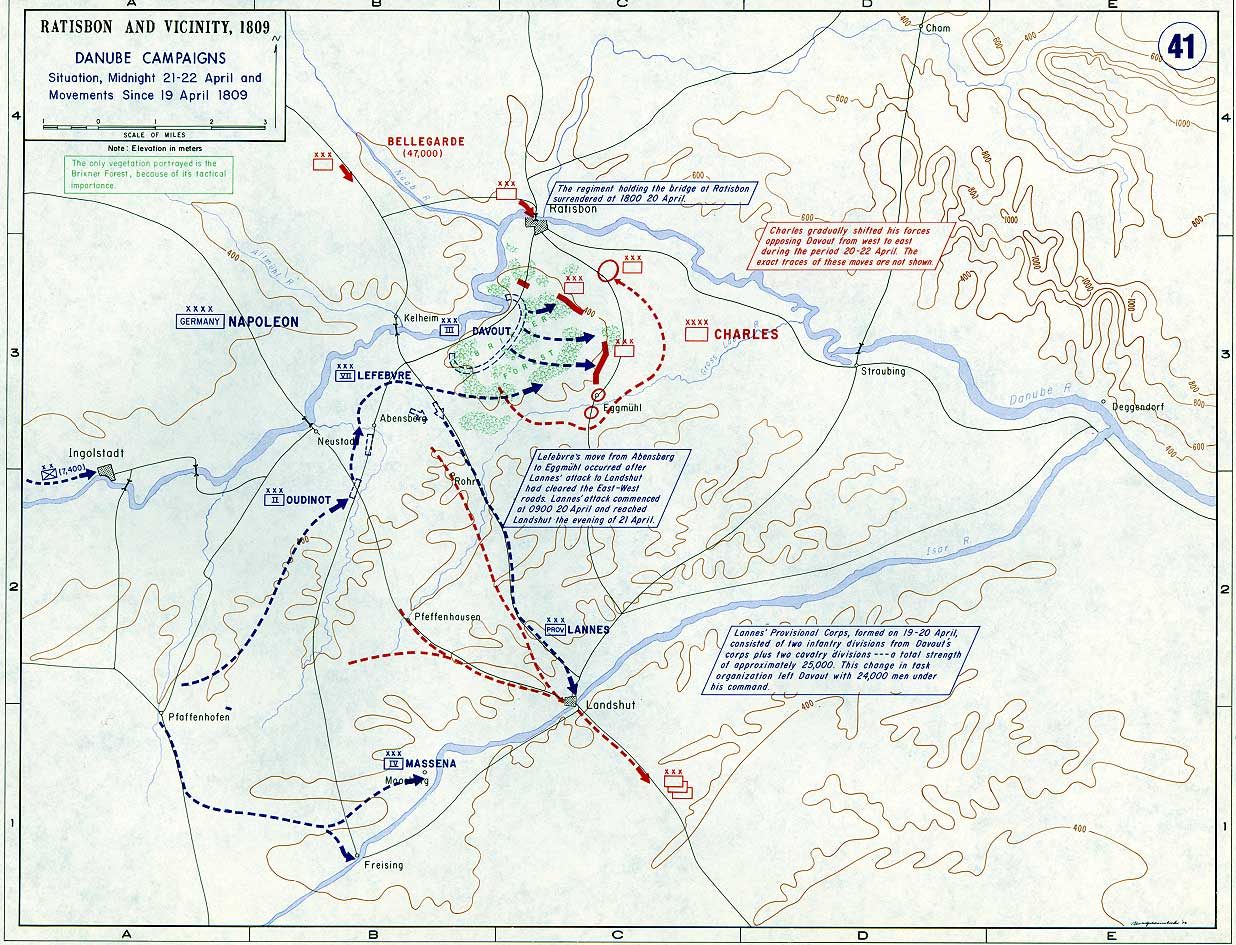
Ubicación de las fuerzas para la medianoche del 21-22 de abril de 1809.

El archiduque Carlos ya no necesitaba defender la cabeza de puente en Landshut y decidió trasladarse para concentrar el resto de sus fuerzas para así poder rodear y destruir al ejército de Davout. El III A.K. del príncipe Federico de Hohenzollern-Hechingen (15.000 hombres) y el IV A.K. del príncipe Francisco Serafín de Rosenberg-Orsini (21.460 hombres), recibieron órdenes defender el flanco izquierdo de los austriacos, dejando plantados en su ubicación a los cuerpos de Davout, mientras que el II A.K. de Johann Kollowrat y los granaderos y coraceros de élite del I A.K. de Reserva del príncipe Johann de Liechtenstein avanzaron hacia el sur desde Ratisbona y se desplegaron sobre el flanco izquierdo expuesto de Davout. Inexplicablemente, no se emitió ninguna orden para el conde Heinrich von Bellegarde, así que su poderoso I A.K. (27.653 hombres) se quedó en la ribera norte del Danubio y no participó de la subsiguiente batalla.
Por su parte, Napoleón tenía la intención de rodear y destruir las fuerzas austriacas en retirada hacia Landshut al suroeste y su puente sobre el Isar. Los II y IV Corps (aproximadamente 57.000 hombres bajo el mando general del mariscal Masséna) recibieron orden de cruzar el Isar río arriba desde Landshut y evitar que los austriacos cruzasen a la ribera sur. Mientras tanto, bajo el mando general del Mariscal Lannes, los VII Corps de Wurtemberg, una división del VII Corps y dos divisiones de coraceros (aproximadamente 51.000 hombres) debía seguir de cerca y destruir los austriacos derrotados. La limpieza de lo que Napoleón creía era una "cortina de tres regimientos" fue dejada a Davout, pese a que más de la mitad de las tropas originales del III Corps habían sido separadas para crear la fuerza de asalto de Lannes.  Pese a los reportes de Davout que indicaban lo contrario, Napoleón le ordenó atacar a los austriacos en su frente en la mañana, con la provisión de que las fuerzas igualmente desgastadas de Lefebvre lo apoyasen en caso de que fuera necesario (un total de aproximadamente 36.000 hombres para ambos cuerpos).

## 22 de abril
Los principales elementos del ataque austriaco se encontraron con la determinada caballería de Montbrun, quien logró reducir el ímpetu de la acometida gracias al terreno escarpado y boscoso. El general austriaco Rosenberg se mostró muy preocupado cuando se dio cuenta de que las tropas de Davout no se estaban moviendo para encarar la batalla que se estaba librando, y asumió correctamente que venían más tropas francesas en camino. De hecho, estas tropas y habían llegado y se apostaron justo en el flanco de Rosenberg. Napoleón había enviado al ejército francés a eso de las 2 a. m. el 22 e hizo que sus hombres marchasen 18 millas al norte en tan solo unas cuantas horas, lo que quería decir que los refuerzos para Davout llegarían antes de lo prometido.
La vanguardia del asalto eran las tropas alemanas bajo el general Vandamme; estos soldados asaltaron el puente en Eckmühl e incluso capturaron el castillo del pueblo luego de una feroz resistencia austriaco. Para ese momento, Davout lanzó sus hombres sobre el centro de austriaco en la aldea de Unterlaichling y el bosque en el norte. El famoso 10º Regimiento Legere se involucró en una brutal pelea en los alrededores del bosque, pero eventualmente fue reforzado por los bávaros bajo el mando de Deroy y lograron capturar las posiciones. Al norte de Unterlaichling, las tropas de Davout bajo Louis Friant y St. Hialire repelieron incesantemente a los defensores de Oberlaichling y obligaron a Carlos a dar una orden de retirada general.
A partir de allí la lucha se transformó en una serie de grandes combates de caballería a medida que los británicos trataban de liberar a su ejército sin perder a muchos prisioneros. Tal vez la mejor caballería en el ejército habsburgo, los Vincent Chevaulegers y los Húsares Stipsicos, ocuparon la línea montañosa de Bettelberg entre Eckmühl y los bosques encima de Unterlaiching. Estas unidades de élite demolieron algunas unidades de caballería alemana ligera antes de ser detenidas por la infantería bávara. Napoleón insistió en la captura inmediata de esta posición y ordenó que dos divisiones de caballería pesada bajo St. Sulpice y Nansouty avanzaran sobre ella. Estos jinetes fueron bombardeados fuertemente por la artillería austriaca pero de todos modos lograron alcanzar a los cañoneros luego de derrotar a la caballería enemiga.
La primera fase de la retirada había culminado, pero aún no se había completado su totalidad. Los austriacos encontraron un cuello de botella en el camino y se les instruyó contener la arremetida francesa. Tres divisiones de coraceros con el apoyo adicional de caballería ligera alemana iniciaron el ataque y se produjo un confuso combate cuerpo a cuerpo. Los austriacos lucharon heroicamente, pero estaban tan superados en número que debieron replegarse. Durante esta parte del conflicto, más caballería francesa atacó su flanco y el resto de los jinetes austriacos se escaparon hacia el norte a Ratisbona con rapidez.

## Consecuencias
Los franceses habían ganado la batalla, pero no fue una victoria decisiva. Napoleón esperaba haber podido coger al ejército austriaco entre Davout y el Danubio, pero no sabía que Ratisbona había caído, dándole así a los austriacos una vía de escape sobre el río.
Sin embargo, los franceses provocaron 12.000 bajas a un costo de tan solo 6.000, y la rápida llegada de Napoleón vio un realineamiento axial completo de su ejército (desde un eje norte-sur a uno este-oeste) que permitió la derrota de los austriacos. El avance de la campaña concluyó con la recaptura de Ratisbona, la expulsión de los austriacos del sur de Alemania y la caída de Viena.
Se ha dicho que Napoleón afirmó que las series de maniobras que culminaron en Eckmühl fueron "las mejores" que jamás había realizado.